# Piglio
Piglio é uma comuna italiana da região do Lácio, província de Frosinone, com cerca de 4.639 habitantes. Estende-se por uma área de 35 km², tendo uma densidade populacional de 133 hab/km². Faz fronteira com Acuto, Anagni, Arcinazzo Romano (RM), Fiuggi, Paliano, Serrone, Trevi nel Lazio.

## Demografia
| Variação demográfica do município entre 1861 e 2011                               |
|                                                                                   |
| Fonte: Istituto Nazionale di Statistica (ISTAT) - Elaboração gráfica da Wikipedia |